# ليف أوتو بولسين
ليف أوتو بولسين (بالنرويجية البوكمول: Leif Otto Paulsen)‏ (13 يناير 1985 في النرويج - ) هو لاعب كرة قدم نرويجي في مركز الوسط. شارك مع منتخب النرويج تحت 19 سنة لكرة القدم. أما مع النوادي، فقد لعب مع نادي ستارت وFK Mandalskameratene ‏ وFK Vigør ‏ ونادي برينه.

## وصلات خارجية
- ليف أوتو بولسين على موقع اتحاد النرويج (النرويجية)
- ليف أوتو بولسين على موقع قاعدة بيانات كرة القدم.إي يو (الإنجليزية)